# Jumpin' Jack Flash (film)
Jumpin' Jack Flash is een spionagefilm met komische elementen uit 1986 met Whoopi Goldberg in de hoofdrol. De regie was in handen van Penny Marshall.

## Verhaal
De flamboyante Teresa "Terry" Doolittle werkt op de First National Bank in Manhattan, New York waar ze financiële transacties in de computer ingeeft. Tot groot ongenoegen van haar baas James Page chat Terry tijdens de diensturen. Na de zoveelste aanvaring eist Page dat Terry stopt met berichten te versturen, anders zal ze worden ontslagen.
Voor ongekende reden verschijnt op Terry's monitor regelmatig een filmfragment, wellicht afkomstig van het een of ander interfererend Russisch televiestation. Later blijkt dat haar terminal gekraakt is door een man die zich voorstelt als "Jumpin' Jack Flash". Hij werkt voor de Britse spionagedienst en zit vast in Oost-Europa waar hij bij de KGB is geïnfiltreerd. Hij moet terugkeren naar Amerika en heeft daarvoor een vluchtroute nodig van het Britse consulaat in New York. Echter denkt hij dat bepaalde medewerkers op dat consulaat spionnen van de KGB zijn. Als hij via die weg contact opneemt, vreest hij dat de KGB hem zal vermoorden. Daarom wil Jack de vluchtroute in handen krijgen via een gewone burger. Omdat het huidig chatkanaal niet beveiligd is, dienen ze aan te loggen op een ander systeem. Jack wil het paswoord niet geven, maar geeft als tip dat het antwoord te vinden is in het lied Jumpin' Jack Flash. Zo achterhaalt Terry dat het paswoord B-Flat (Bes) is, de toonaard waarin het originele lied werd geschreven. Jack vraagt Terry om naar het Britse consulaat te gaan om het bericht "Dog's barking, can't fly without umbrella" (De hond blaft, hij kan niet vliegen zonder paraplu) door te geven aan het departement C. Hoewel Terry dit verzoek belachelijk vindt, brengt ze het bericht uiteindelijk toch over aan Jeremy Talbot van het consulaat. Jeremy begrijpt de boodschap evenmin en zegt dat er geen departement C bestaat.
Omdat Terry tijdens kantooruren niet meer mag chatten, blijft ze 's avonds langer na. Om niet al te verdacht over te komen, maakt ze haar collega's wijs dat ze overuren maakt omdat ze het geld nodig heeft. Jack vraagt haar vervolgens om in zijn appartement in New York een koekenpan op te halen waarop de namen en telefoonnummers van enkele CIA-medewerkers staan die zij moet contacteren om zo aan de vluchtroute te geraken. Ondertussen wordt op de bank de hoogzwangere Fiona vervangen door Marty Phillips.
Op een avond staat computertechnicus (Jim Belushi) aan haar bureau. Terry vertrouwt het zaakje niet en vraagt de nachtwaker naar de identiteit van de man waarop deze laatste plots verdwenen lijkt te zijn. Terry neemt een taxi naar het betreffende appartement om de koekenpan op te halen. Wanneer ze terug in de taxi stapt, blijkt Jim deze te besturen. Hij tracht Terry te ontvoeren, maar zij slaat hem bewusteloos met de koekenpan en kan zo ontsnappen.
Dankzij de informatie op de koekenpan tracht ze Peter Caen te bereiken, wat haar niet lukt. Daarom neemt ze contact op met Mark Van Meter en spreken ze af aan de dokken. Daar wordt Mark vermoord. Tijdens een volgende chatsessie geeft Jack informatie door hoe Terry kan inbreken in het centraal computersysteem van het Britse consulaat. Daarvoor moet ze tijdens het feest ter ere van de verjaardag van de Britse koningin binnendringen hoewel ze geen uitnodiging heeft. Daarom verkleedt ze zich als Tina Turner. Met hulp van Sarah Billings, een voormalige vriendin van Jack wie ze op een foto in diens appartement zag, kan ze een module plaatsen in het computernetwerk om de informatie af te tappen. Echter wordt de module vroegtijdig gevonden.
De volgende dag wordt Terry ontvoerd door de KGB terwijl ze in een telefooncel staat, maar kan nogmaals ontsnappen. Ze loopt naar een politiepatrouille, maar loopt recht in de armen van Jim die haar een waarheidsserum toedient. Desondanks kan Terry toch ontsnappen en schakelt de hulp van Sarah in. Ondertussen is Terry stoned door de injectie. Ze neemt het Sarah kwalijk dat ze Jack niet wil redden. Daarna gaat ze naar kantoor waar ze de haarpruik van Page voor het personeel van zijn hoofd trekt. Daarop valt ze bewusteloos neer.
Terry ontwaakt thuis waar niet veel later Sarah aan de deur staat. Zij geeft haar een naam die ze van Talbot heeft gekregen dewelke ze onmiddellijk doorgeeft aan Jack. Niet veel later blijkt dat Talbot een spion van de KGB is. Wanneer Jack met de opgegeven persoon contact opneemt, zal hij vermoord worden. Daarom tracht Terry om Jack te waarschuwen. Echter vallen Talbot en zijn trawanten de bank binnen en openen het vuur. Terry kan Talbot gedeeltelijk uitschakelen door hem in zijn testikels te bijten. Daarop schiet Marty Talbot neer. Marty verklaart dat zijn werkelijke naam Peter Caen is. Hij geeft Jack de juiste contactpersoon.
Jack nodigt Terry uit om op restaurant te gaan, maar hij daagt niet op. Enige tijd later staat hij toch aan Terry's bureau en neemt haar mee naar een restaurant.

## Rolverdeling
| Acteur                | Personage                         |
| --------------------- | --------------------------------- |
| Whoopi Goldberg       | Teresa "Terry" Doolittle          |
| Jonathan Pryce        | "Jack"                            |
| Stephen Collins       | Marty Phillips                    |
| John Wood             | Jeremy Talbott                    |
| Annie Potts           | Elizabeth Carlson                 |
| Sara Botsford         | Lady Sarah Billings               |
| Peter Michael Goetz   | James Page                        |
| Jeroen Krabbé         | Mark Van Meter                    |
| Jim Belushi           | Technicus, taxichauffeur en agent |
| Roscoe Lee Browne     | Archer Lincoln                    |
| Vyto Ruginis          | Carl                              |
| Tony Hendra           | Hunter                            |
| Carol Kane            | Cynthia                           |
| Jon Lovitz            | Doug                              |
| Chino 'Fats' Williams | Larry                             |
| Lynne Marie Stewart   | Karen                             |
| Phil Hartman          | Fred                              |
| Tracey Ullman         | Fiona                             |
| Renn Woods            | Jackie                            |
| Michael McKean        | Leslie                            |

## Ontvangst
Jumpin' Jack Flash kreeg voornamelijk negatieve kritiek. De film heeft een rating van 28% op Rotten Tomatoes.

## Wetenswaardigheden
- In de film zijn twee versies te horen van het lied "Jumpin' Jack Flash": het originele van The Rolling Stones en een remake ingezongen door Aretha Franklin.
- Shelley Long zou oorspronkelijk de hoofdrol spelen, maar werd vervangen door Whoopi Goldberg.[2]